# Ludwig Wronkow
Ludwig Wronkow (geboren 3. Dezember 1900 in Berlin; gestorben 10. Juli 1982 in Lissabon) war ein deutsch-US-amerikanischer Journalist, Pressezeichner und Karikaturist.

## Leben
Ludwig Wronkow war der ältere Bruder des späteren Journalisten Georg Wronkow (1905–1989). Der Vater Hugo Wronkow (1869–1909) war Immobilienhändler und Besitzer von drei Mietshäusern und starb früh, die Mutter Berta Ephraim (1879–1929) musste danach alleine für die Söhne sorgen. Wronkow besuchte das Askanische Gymnasium und andere Schulen mit geringem Schulerfolg und begann eine Lehre als technischer Zeichner. In den letzten Kriegsmonaten wurde er noch Soldat im Ersatzheeres, geriet in der Novemberrevolution auf die Seite der Revolutionäre und war kurzzeitig inhaftiert.
Wronkow erlernte das journalistische Handwerk in der Berliner Volks-Zeitung bei Otto Nuschke und dessen Chef vom Dienst Karl Vetter. Er wurde auch mit dem Anzeigengeschäft im Mosse-Verlag vertraut gemacht. Wronkow spezialisierte sich in den Zeitungsnachrichten auf die kommentierende Zeichnung. Mit der technischen Realisierbarkeit der Zeitungsfotografie wurde er zusätzlich zum Bildredakteur, der täglich die eingereichten Foto sichtete. In den Jahren der Weimarer Republik hat er um die 3000 Zeichnungen geschaffen. Seine Zeichnungen wurden auch in den Münzenberg-Zeitungen gedruckt. Für die Titelseitenillustration von Fried Hardy Worms dadaistischem Buch Das Bordell erhielt er eine Geldstrafe von 50 RM.
Bei der Machtübergabe an die Nationalsozialisten sah er den schwachen Widerstand der Demokraten und auch den persönlichen Verrat Karl Vetters und flüchtete bereits am 4. März 1933 mit kleinem Gepäck nach Paris, seine Zeichnungen gingen daher verloren. Er arbeitete für die Illustrierte VU und den Materndienst France-Presse.  1934 ging er nach Prag und war dort im Prager Tagblatt, in der emigrierten Arbeiter Illustrierten Zeitung (AIZ) und im emigrierten Simplicus als Zeichner tätig. Am 5. Dezember 1936 sah er sich auf derselben Ausgabe der deutschen Ausbürgerungsliste wie Thomas Mann.
In der Sudetenkrise 1938 floh er mit einem Einreisevisum in die USA, sein Bruder folgte ihm aus Frankreich erst 1941.
Wronkows journalistische und organisatorische Fähigkeiten waren gefragt, als er 1939 in der jüdischen deutschsprachigen Emigrantenzeitung Aufbau für den Vertrieb eingestellt wurde. Ihm gelang es als Chef vom Dienst, die Zeitung zu stabilisieren und zu einer bedeutenden internationalen deutschsprachigen Zeitung der Emigranten auszubauen. Die Zeitung musste sich bis 1941 gegen die reichsdeutsch und hitlertreu eingestellte Mehrheit der Deutschamerikaner stellen. Wronkow schrieb (auch unter Pseudonym) im Aufbau kleine Beiträge und zeichnete Bildergeschichten, Karikaturen und seine Wochenschau. Er rückte in der Verlagshierarchie auf, wurde Vorstandsmitglied und 1965 als Nachfolger von Manfred George geschäftsführender Direktor.
Wronkow machte im Alter mehrere große Reisen. 1981 erhielt er die Ehrendoktorwürde der FU Berlin, und aus diesem Anlass wurde ein Querschnitt seiner Arbeiten im Haus am Lützowplatz gezeigt. John Spalek führte mit ihm 1981 ein mehrstündiges Interview, das als Ersatz für die nicht geschriebene Autobiographie herangezogen wird. Wronkow starb in Portugal bei einem Zwischenstopp einer Flugreise von Brasilien in die Schweiz.